# Mariusz Podgórski (armwrestler)
Mariusz Podgórski (ur. 18 września 1980 w Warszawie) – polski zawodnik armwrestlingu. Należy do ścisłej światowej czołówki tej dyscypliny. 
Absolwent Wyższej Szkoły Ekologii i Zarządzania w Warszawie.

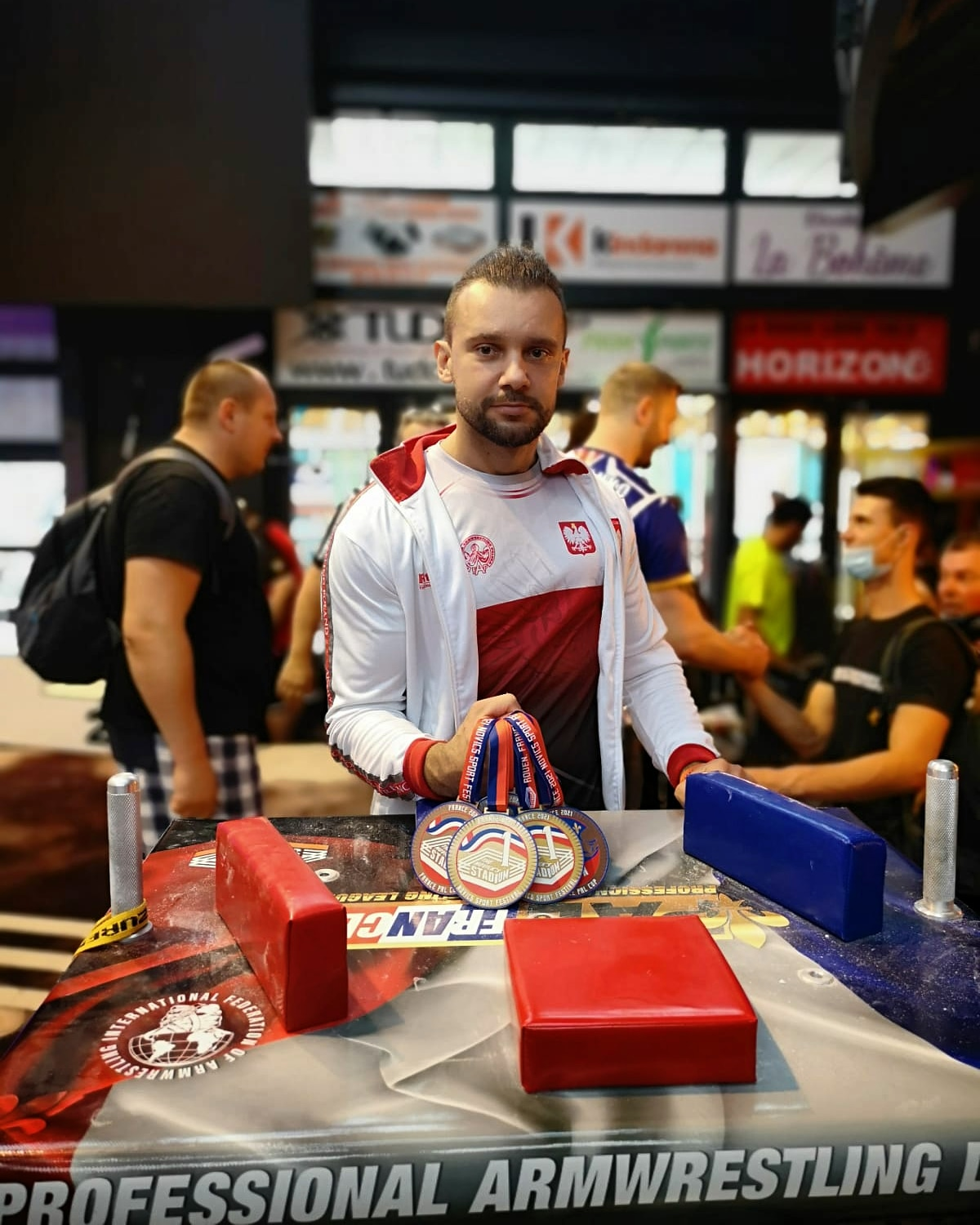
FRANCE CHAMPIONSHIP NORMANDIE

## Wyniki
- IX Puchar Polski w Siłowaniu na Ręce

5. miejsce kat. Senior Men Left Hand, 70 kg
6. miejsce kat. Senior Men Right Hand, 70 kg
- IX Mistrzostwa Polski w Siłowaniu na Ręce Żary 2009

5. miejsce kat. Senior Men Left Hand, 70 kg
5. miejsce kat. Senior Men Right Hand, 70 kg
- Nemiroff World Cup 2009

4.miejsce kat. Senior Men Right Hand, 70 kg
- X Puchar Polski 2009

1.miejsce kat. Senior Men Left Hand, 70 kg
1.miejsce kat. Senior Men Right Hand, 70 kg
- XIII Golem Hand

1.miejsce kat. Senior Men Left Hand, 70 kg
1.miejsce kat. Senior Men Right Hand, 70 kg
- XVI Senec Hand 2010

1.miejsce kat. Senior Men Left Hand, 70 kg
1.miejsce kat. Senior Men Right Hand, 70 kg
- European Armwrestling Championships 2010

6.miejsce kat. Senior Men Right Hand, 70 kg
- Nemiroff World Cup 2010

5.miejsce kat. Senior Men Left Hand, 70 kg
- World Armwrestling Championships 2010

4.miejsce kat. Senior Men Right Hand, 70 kg
- XIV Golem's Hand 2011

1.miejsce kat. Senior Men Left Hand, 70 kg
1.miejsce kat. Senior Men Right Hand, 70 kg
- The Golden Arm 2011

1.miejsce kat. Senior Men Left Hand, 70 kg
1.miejsce kat. Senior Men Right Hand, 70 kg
- XII Puchar Polski w Armwrestlingu

1.miejsce kat. Senior Men Left Hand, 70 kg
2.miejsce kat. Senior Men Right Hand, 78 kg
- Senec Hand 2012

3.miejsce kat. Senior Men Left Hand, 75 kg
2.miejsce kat. Senior Men Right Hand, 75 kg
- XXII European Armwrestling Championships

3. miejsce kat. Senior Men Left Hand, 70 kg